# Микроминиатюризация
Микроминиатюриза́ция — направление научно-технической деятельности, основными задачами которого являются уменьшение габаритов, массы и стоимости радиоэлектронной аппаратуры при одновременном повышении ее надёжности и экономичности за счет совершенствования схемотехнических, конструкторских и технологических методов. Тенденция микроминиатюризации представляет собой непрерывный процесс, который опирается главным образом на достижения микроэлектроники, в том числе на использование интегральной технологии. Микроминиатюризация позволяет снизить энергопотребление, повысить быстродействие, упростить конструкцию и расширить функциональные возможности как отдельных электронных приборов, так и сконструированных на их основе устройств.

## Цели и задачи

### Повышение надёжности
Под надёжностью электронной аппаратуры в широком смысле понимается её способность безотказно выполнять заданные функции в течение требуемого промежутка времени. Основной причиной отказов является выход из строя отдельных элементов, поэтому средняя частота отказов электронного устройства в целом определяется надёжностью всех входящих в него элементов. Надёжность электронной аппаратуры, в частности, может быть повышена за счёт автоматизации производства и применения микроминиатюрных электрорадиоэлементов, таких как интегральные схемы и приборы функциональной электроники. Эти меры позволяют значительно сократить число паяных соединений, которые в определённых случаях являются причиной отказов. Кроме того, применение функциональных приборов практически полностью исключает отказы, обусловленные различными коэффициентами линейного расширения составных частей конструкции, так как они часто выполняются на базе однородного материала. Благодаря уменьшению габаритов электронной аппаратуры также появляется возможность выполнять сплошную герметизацию, что усиливает защиту от воздействия окружающей среды и повышает механическую прочность конструкции.

## Показатели микроминиатюризации

### Плотность упаковки
Одним из основных показателей, характеризующих степень миниатюризации электронной аппаратуры, является плотность упаковки, показывающая число элементов электрической схемы или цепи (электрических сопротивлений, ёмкостей, индуктивностей и др.), заключённых в единице объёма электронного устройства. Плотность упаковки в значительной степени зависит от используемой элементной базы, рациональности компоновки, конструктивных потерь из-за монтажа, несущих конструкций, теплоотводящих и прочих элементов защиты. Так, например, плотность упаковки электронной аппаратуры на основе электронных ламп достигает 0,3 эл/см3, на основе модульных конструкций и дискретных полупроводниковых элементов — 2,5 эл/см3, а на основе микромодулей — свыше 10 эл/см3. Еще большей степени миниатюризации можно добиться за счёт использования изделий интегральной электроники, при этом плотность возрастает вплоть до нескольких тысяч элементов в 1 см3. Этот показатель может быть использован для оценки не только конечных электронных устройств, но отдельных интегральных схем. В этом случае плотность упаковки показывает число элементов (чаще всего транзисторов), приходящихся на единицу площади полупроводникового кристалла.

## Методы микроминиатюризации

### Микромодульное конструирование
Микромодульный метод конструирования радиоэлектронной аппаратуры широко применялся во второй половине 1950-х и в течение 1960-х годов. Микромодули представляют собой миниатюрные функционально законченные узлы, которые не подлежат ремонту и в случае неисправности заменяются целиком. В соответствии со своей электрической схемой каждый микромодуль выполняет определённую функцию — усилителя, генератора, триггера и т. п. Микромодули собираются из отдельных деталей (микроэлементов), объединённых в общую конструкцию стандартной формы и размеров, обеспечивающую их герметизацию и защиту от внешних воздействий. Промышленностью выпускались плоские, этажерочные, цилиндрические, таблеточные и другие виды микромодулей. Наиболее широкое распространение в своё время получили этажерочные и плоские микромодули.
Плоские микромодули представляют собой односторонние или двусторонние печатные платы с миниатюрными элементами, смонтированными методом пайки или приклейки электропроводящим клеем, защищённые от внешних воздействий металлическим колпачком и эпоксидным компаундом. Плоские микромодули имеют фиксированную ширину, а длина и высота их могут варьироваться в зависимости от числа и конструктивных особенностей входящих в них элементов.
Этажерочный микромодуль отличается от плоского тем, что для размещения микроэлементов используется конструкция типа «этажерки», в которой горизонтальными полками являются микроплаты, а вертикальными — соединительные проводники (перемычки). Схемные элементы этажерочного микромодуля могут быть печатными или навесными. Обычно на микроплату устанавливают с одной стороны один элемент, оставляя вторую сторону свободной. После сборки и пайки микромодуль также герметизируют компаундом.

## Проблемы микроминиатюризации

### Рассеивание тепла
Когда через электронный прибор (например, транзистор) протекает электрический ток, происходит выделение тепловой энергии. Если это тепло не отводится в окружающую среду, то температура прибора начинает возрастать. В результате уменьшения габаритов элементной базы, обусловленного процессом микроминиатюризации, сокращается площадь поверхности, через которую теплота может быть отведена от электронного прибора. Кроме того, увеличивается плотность компоновки аппаратуры, то есть возрастает количество элементов, размещённых в единице объёма устройства. Так как тепловыделение элементов при этом останется практически неизменным, это приводит сначала к ухудшению естественного конвекционного и лучистого охлаждения, а затем — к превышению допустимой рабочей температуры и, соответственно, выходу устройства из строя. Таким образом, дальнейшая миниатюризация становится невозможной без введения дополнительных мер по обеспечению требуемого температурного режима. Решается проблема отвода тепла путём снижения мощностей рассеивания, введения дополнительных средств отвода тепла (радиаторов, тепловых трубок, элементов Пельтье и др.), заключения отдельных частей в пластик для отвода тепла посредством теплопроводности, а также разработки новых элементов и материалов, способных функционировать под воздействием более высоких температур.